# TM-Semic
TM-Semic – polski wydawca pism i komiksów (pierwotnie jako TM-System Supergruppen Codem) stanowiący początkowo odnogę międzynarodowego koncernu Semic, specjalizujący się w amerykańskich komiksach o superbohaterach. W toku działalności wydał 930 publikacji, przede wszystkim komiksów dotyczących uniwersum Marvela.

## Historia wydawnictwa
TM-Semic powstał późną wiosną 1990 r., publikując w czerwcu tegoż roku pierwszy zeszyt przedruku amerykańskiego magazynu The Amazing Spider-Man (jako The Amazing Spider-Man, Człowiek Pająk; łącznie opublikowano 102 numery) i The Punisher (jako Punisher, Pogromca – 54 numery) firmy Marvel. W grudniu 1990 oferta wydawnictwa została wzbogacona o tytuły Superman i Batman z DC Comics (po 82 zeszyty; w październiku 1997 roku połączone w jeden magazyn „Batman & Superman”, którego publikacji zaprzestano wraz z końcem następnego roku). Funkcję prezesa wydawnictwa pełnił przybyły ze Szwecji Waldemar Posmyk-Tevnell (początkowo we współpracy ze Stanisławem Dudzikiem), redaktorem naczelnym był grafik Marcin Rustecki. Prowadzenie stron klubowych, a z czasem i niektórych tłumaczeń powierzono Arkadiuszowi Wróblewskiemu. Przekładem zajmowali się także Katarzyna Rustecka, Dariusz Matusik i Michał Zdrojewski. W kolejnych latach TM-Semic wydawał na polski rynek coraz więcej tytułów (m.in. w 1992 r. X-men, Green Lantern, kwartalnik Mega Marvel, z założenia dwumiesięczne Wydania Specjalne) Tom i Jerry, Czarodziejka z Księżyca, Barbie i Muminki. W latach 1991–1996 wydawnictwo dominowało na polskim rynku komiksowym.
Pierwsze symptomy zachwiania tegoż statusu stały się widoczne w 1997 r., kiedy to zakończono publikację swego czasu bardzo popularnego X-Men, nowe zaś serie (Star Wars: Dark Empire, Z Archiwum X) nie przyjęły się. Usiłowano ratować sytuacje poprzez publikacje okolicznościowych albumów z naklejkami (na licencji koncernu Panini) oraz czasopism o tematyce sportowej (ProBasket) i ezoterycznej (Czwarty Wymiar). Z przychylnością przyjęto opublikowane wówczas dwa tytuły z wydawnictwa Image Comics – Spawn (premiera w marcu wspomnianego roku; ukazało się 24 zeszyty) i WildC.A.T.s (sierpień; łącznie 6 odcinków). Pomimo że Arkadiusz Wróblewski zapewniał o zainteresowaniu takimi tytułami jak Witchblade i Darkness, ostatecznie nie podjęto próby ich wydania w języku polskim. Starano się zaprezentować komiksy japońskie czemu miał służyć magazyn Top Manga; na jego łamach wydano m.in. Drakuun i Appleseed. Przejawem tej tendencji był także miesięcznik Czarodziejka z Księżyca (po numerze 12/99 został wycofany z rynku z powodu niskiej sprzedaży), oraz czasopismo Pokemon zawierające streszczenia odcinków serialu. W styczniu 2002 roku wydawnictwo TM-Semic zmieniło nazwę na Fun Media usiłując wskrzesić zainteresowanie komiksami z udziałem Spider-Mana (Ultimate Spider-Man Briana Michaela Bendisa, The Amazing Spider-Man według Michaela Straczynskiego).
Pomimo interesujących zapowiedzi (The Authority i Planetary Warrena Ellisa oraz Daredevil Kevina Smitha) TM-Semic zakończył działalność w czerwcu 2003 r. Jak wynika z wyjaśnień Marcina Rusteckiego w wywiadzie na łamach Alei Komiksu, podstawową przyczyną zakończenia działalności były problemy organizacyjne, natomiast Arkadiusz Wróblewski w felietonie opublikowanym w Magazynie KZ wskazywał na zmiany na rynku wydawniczym i brak odpowiednich środków finansowych. Sebastian Frąckiewicz w opracowaniu na temat polskiego rynku komiksowego zauważył, że przyczyną kryzysu jakiego doświadczyło wydawnictwo po 1998 r. mogła być zbyt mała liczba czytelników komiksu masowego, brak krytyki komiksowej, nieobecność komiksu w mediach, a także nie przywiązywanie przez TM-Semic należytej wagi do strony edytorskiej wydań.

## Komiksy wydawane przez TM-Semic[4]
| Tytuł                   | Data 1. polskiego wydania | Liczba tomów |
| ----------------------- | ------------------------- | ------------ |
| Alf                     | 1991–1993                 | 21           |
| The Amazing Spider-Man  | 1990–1998                 | 102          |
| Barbie                  | 1993–1995                 | 28           |
| Batman                  | 1990–1997                 | 82           |
| Batman & Superman       | 1997–1998                 | 15           |
| Binky                   | 1992                      | 4            |
| Casper                  | 1995–1996                 | 6            |
| Conan                   | 1993–1994                 | 9            |
| Czarodziejka z Księżyca | 1997–1999                 | 36           |
| Fantom                  | 1992–1993                 | 7            |
| Garfield                | 1992–1999                 | 24           |
| G.I.Joe                 | 1992–1996                 | 33           |
| Goliat                  | 1990–1993                 | 24           |
| Green Lantern           | 1992–1994                 | 10           |
| Jurassic Park           | 1993                      | 4            |
| Jurassic Park: Raptor   | 1995                      | 2            |
| Młody Indiana Jones     | 1993                      | 4            |
| Muminki                 | 1993–1994                 | 4            |
| Pony                    | 1993                      | 2            |
| Power Rangers           | 1997–1998                 | 7            |
| Punisher                | 1990–1997                 | 54           |
| Różowa Pantera          | 1990–1992                 | 13           |
| Spawn                   | 1997–2001                 | 24           |
| Spider-Man Serial TV    | 1998                      | 4            |
| Star Wars: Dark Empire  | 1997                      | 6            |
| Starlet                 | 1992                      | 2            |
| Superman                | 1990–1997                 | 82           |
| Tarzan                  | 1992–1993                 | 4            |
| Tom i Jerry             | 1992–1998                 | 84           |
| Transformers            | 1991–1995                 | 24           |
| Wojownicze Żółwie Ninja | 1993–1997                 | 21           |
| Ultimate Spider-Man     | 2002–2003                 | 7            |
| Wild C.A.T.S.           | 1997–1998                 | 6            |
| X-Men                   | 1992–1997                 | 53           |
| Z archiwum X            | 1997–1998                 | 6            |

## Inne publikacje[4]
- Mega Komiks (1999–2002, 14 tomów)
- Mega Marvel (1993–1999, 20 tomów)
- Niespodzianka dla dzieci (1994–2001)
- Poster Book/Poster Magazine (1991–1993, 2 albumy)
- Top Manga (1998–2000, 8 tomów)
- Top Komiks (1998–2001, 15 tomów)
- Wydania Specjalne (1991–2001, 26 tomów)

## Jako Fun Media
- Top Komiks (2001, 2 tomy)
- Wydania Specjalne (2002–2003, 5 tomów)
- Niespodzianka Fun Media (2003, 1 tom)
- Mega Komiks (2002–2003, 5 tomów)